# Hotel Les Trois Rois

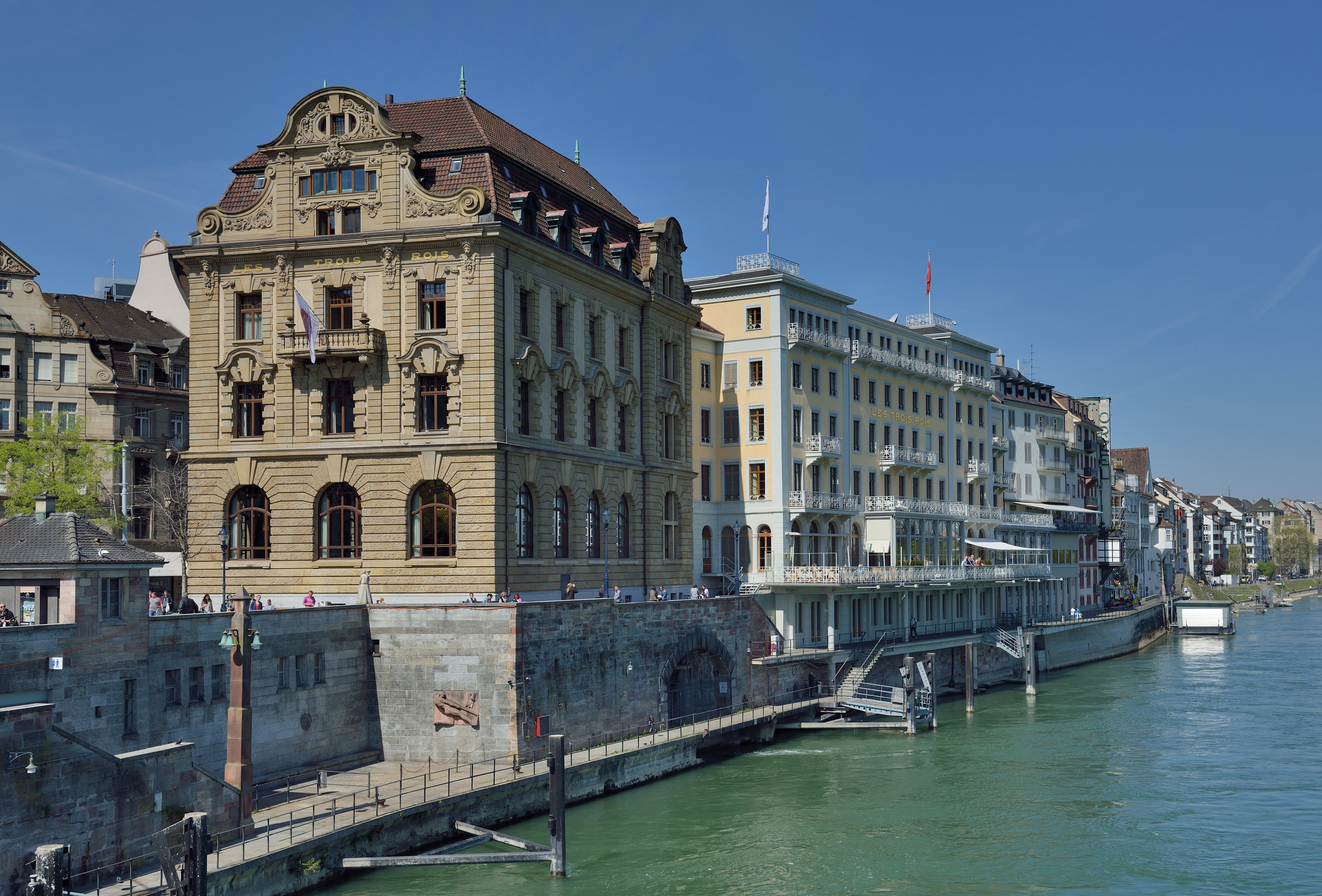
Beide Hotelgebäude (im Vordergrund) von der Mittleren Brücke aus gesehen

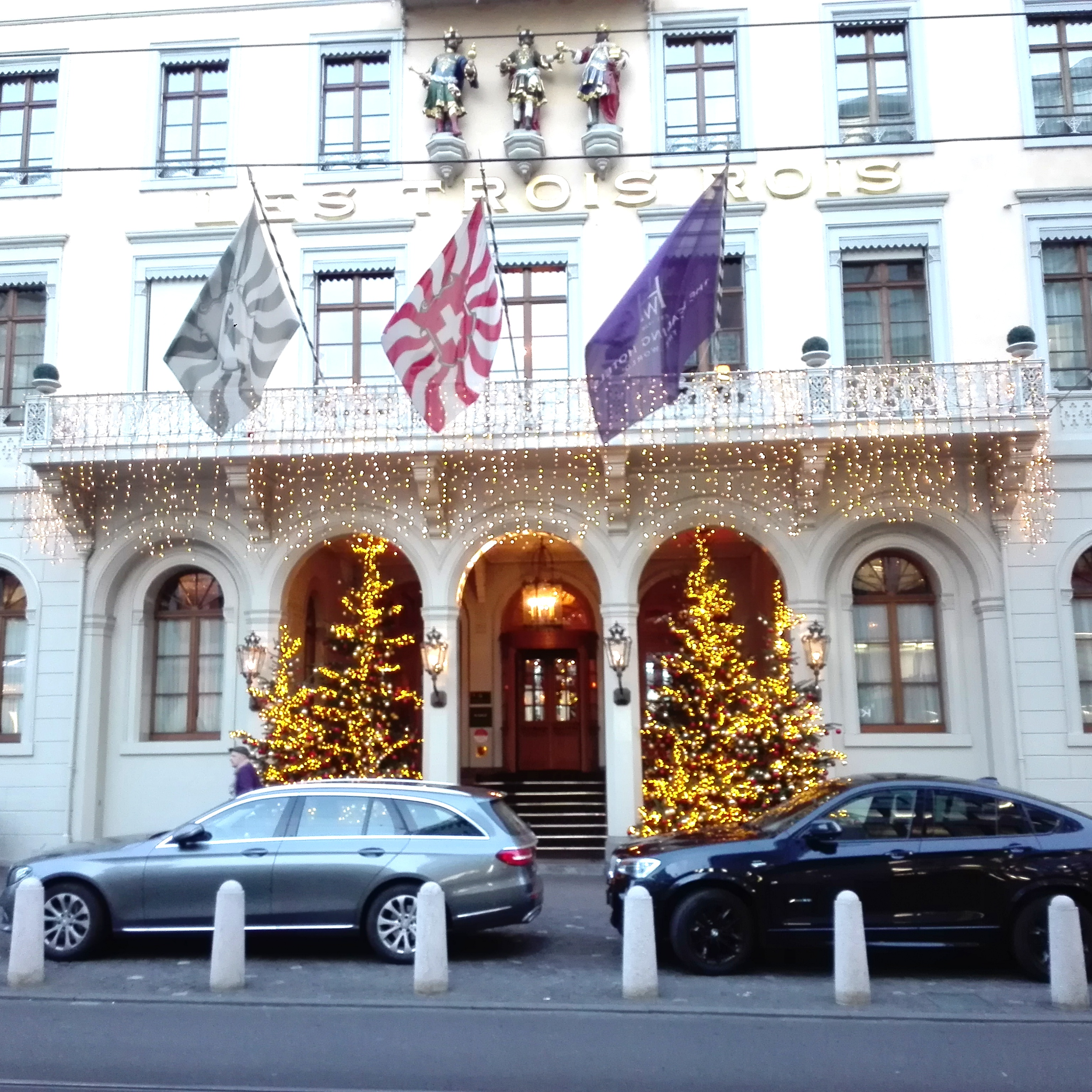
Der Eingang des Hotels im weihnächtlichen Schmuck

Das Basler Luxushotel Les Trois Rois (bis 2006 Hotel drei Könige), ist eines der ältesten Hotels der Schweiz (1681). Es liegt unmittelbar am Rhein und an der Mittleren Rheinbrücke. Es ist ein Fünf-Sterne-Hotel sowie Teil der Leading Hotels of the World.

## Geschichte
Im Jahr 1681 wurde das Haus erstmals erwähnt, als «Herrenherberge und Gasthof zu den drei Königen». Das heutige Hauptgebäude wurde im Jahr 1844 im Stil des Klassizismus nach Plänen des Architekten Amadeus Merian erbaut. In den folgenden 160 Jahren wurde das Hotel immer wieder umgebaut. Im Jahr 1902 wurde dann der Kopfbau an der Schifflände nach den Linien und Formen der Beaux-Arts-Architektur erweitert, wobei das Gebäude ursprünglich als Hauptsitz der Basler Kantonalbank konzipiert wurde und erst später Teil des Hotels wurde.

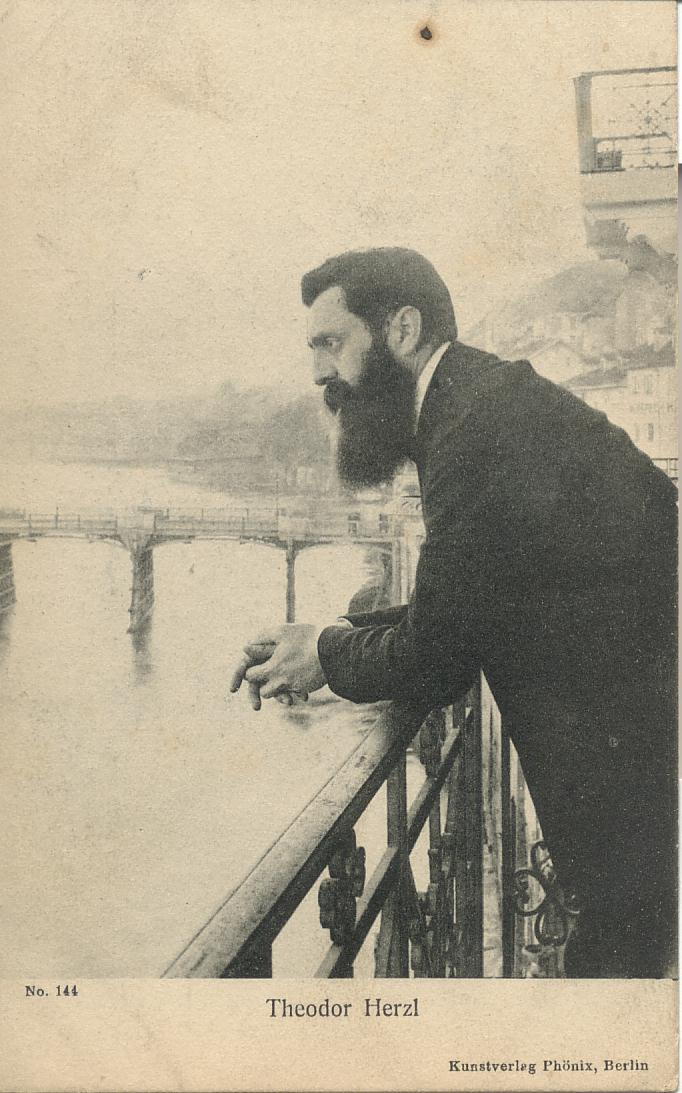
Theodor Herzl auf dem grossen Balkon des Hotels, Foto: Ephraim Moses Lilien, 1901

Im Jahr 2004 kaufte der Dentaltechnik-Unternehmer Thomas Straumann (Straumann Holding AG) das Hotel von der Genfer Richemont-Gruppe und liess den Zustand von 1844 wiederherstellen. Statt einer Entkernung wurde das Gebäude Schicht für Schicht abgetragen; dabei fand man etwa Malereien im Eingangsbereich und Originaltapeten, die restauriert wurden. Am 20. März 2006 wurde das Hotel wiedereröffnet und firmiert seither unter dem Namen Les Trois Rois.
In der vierhundertjährigen Geschichte des Hotels waren hier unter anderem Voltaire, Napoleon Bonaparte, Königin Elisabeth II., Pablo Picasso, Thomas Mann und viele andere Prominente aus aller Welt zu Gast. Zudem entstand das bekannteste Foto Theodor Herzls im Jahr 1901 während des Fünften Zionistenkongresses auf der Hauptterrasse des Hotels. Im November 1912 arbeiteten die Delegierten des Internationalen Sozialistenkongresses dort ihr Friedensmanifest aus.

## Drei-Sterne-Restaurant
Seit dem Guide Michelin 2016 ist das Restaurant Cheval Blanc by Peter Knogl unter Küchenchef Peter Knogl mit drei Sternen als eines von vier Schweizer Restaurants ausgezeichnet.